# Rudolf Stehli-Hausheer
Rudolf Stehli-Hausheer (* 8. Dezember 1816 in Obfelden; † 14. März 1884 ebenda; heimatberechtigt ebenda) war ein Schweizer Industrieller und Politiker (FDP).

## Leben
Rudolf Stehli-Hausheer war der Sohn des Jakob, Bauer sowie Gemeinde- und Bezirksgerichtspräsident, und der Anna Barbara, geborene Grob. Er besuchte die Dorfschule und absolvierte eine kaufmännische Lehre in Richterswil.
Er war u. a. der Begründer der Stehli Seiden, einer der grössten Seidenwebereien in der Schweiz und den Vereinigten Staaten mit bis zu 2000 Mitarbeitern. Zunächst wurde Baumwolle verarbeitet und drei Jahre später auf Seidenweberei umgestellt. Er war von 1843 bis 1878 liberaler Zürcher Kantonsrat und von 1867 bis 1869 Nationalrat.
Sein Grabmal sowie die Grabsteine anderer Familienmitglieder befinden sich bis heute (Stand 1. April 2025) auf dem kleinen Friedhof links der reformierten Kirche im Zentrum von Obfelden.